# Helene Weigel
Helene Weigel, född 12 maj 1900 i Wien, död 6 maj 1971 i Östberlin, var en tysk skådespelerska och teaterledare, från 1930 gift med Bertolt Brecht, med vilken hon fick sonen Stefan.
Tillsammans med sin man grundade hon 1949 Berliner Ensemble i Östberlin, och efter Brechts död ledde hon teatern i ytterligare sex år. Weigel gjorde en rad berömda Brecht-roller, framför allt en monumental Mor Courage 1949.